# USS Akron
А́крон (ZRS-4) (англ. USS Akron (ZRS-4)) — жорсткий дирижабль-авіаносець Військово-морських сил США першої третини 1930-х років, один з найбільших дирижаблів в світі (за обсягом поступався найбільшому цепеліну «Гінденбург» приблизно на 3 %). Розроблявся для ведення дальньої морської розвідки. Номінально міг нести до 5 невеликих літаків, які використовувались для виконання розвідувальних польотів і захисту самого дирижабля (фактично брав на борт не більше 3 літаків).
У 1933 році зазнав аварії в Атлантичному океані, в результаті якого загинули 73 з 76 осіб, що перебували на борту. За кількістю людських жертв ця подія на довгі роки стала найбільшою катастрофою за всю історію повітроплавання. Лише в березні 1950 року катастрофа Avro Tudor у Лландоу, Велика Британія, змогла перевершити її, забравши життя 80 осіб. «Акрон» і однотипний дирижабль «Мейкон» (англ. USS Macon (ZRS-5)) були найбільшими в світі наповненими гелієм дирижаблями, оскільки той же «Гінденбург» був заповнений вогне- і вибухонебезпечним воднем.

## Будівництво та випробування

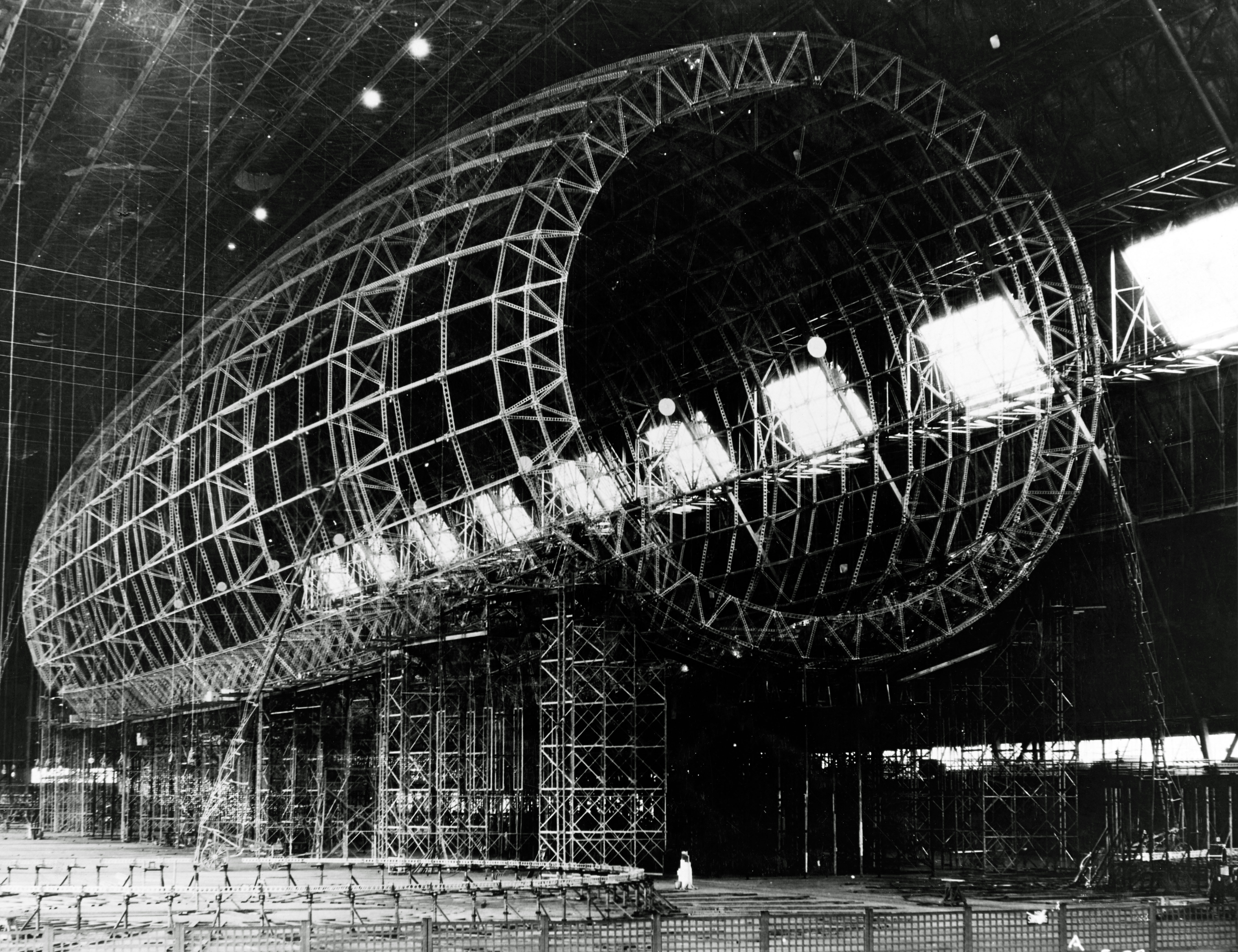
USS Akron будується в ангарі в місті Акрон, штат Огайо. Листопад 1930 року.

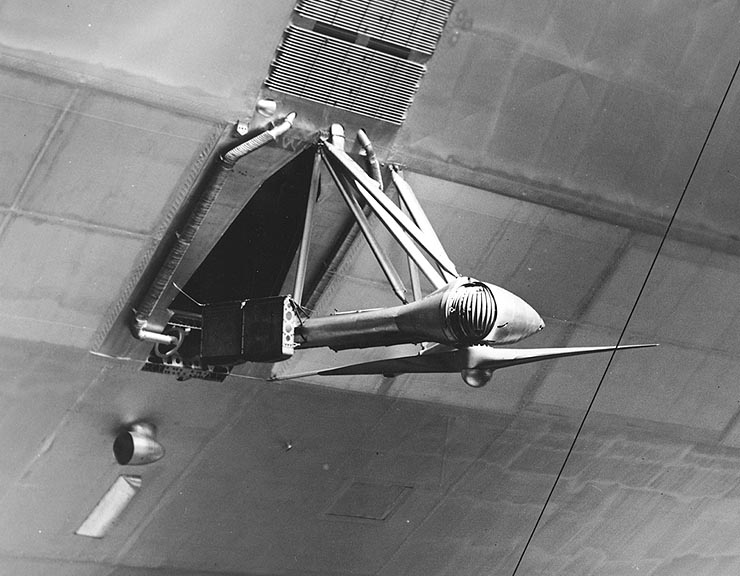
Один з повітряних гвинтів «Акрона» в горизонтальному положенні.

Спорудження дирижабля почалося 31 жовтня 1929 року, в місті Акрон, штат Огайо, корпорацією «Гудьір-Цепелін Корпорейшн». 7 листопада 1929 року, контрадмірал Вільям А. Моффетт, директор Бюро аеронавтики ВМС США, забив «золоту клепку» в перше головне кільце дирижабля. Будівництво секцій корпусу почалося в березні 1930 року. 10 травня 1930 року, міністр військово-морських сил США Чарльз Френсіс Адамс, назвав дирижабль «Акрон» — на честь міста його спорудження, і заступник міністра Ернест Лі Янкі офіційно оголосив це ім'я чотири дні по тому, 14 травня 1930 року. 8 серпня 1931 року дирижабль «Акрон» вперше відірвався від підлоги ангара Goodyear Airdock та отримав благословення місіс Лу Генрі Гувер, дружини президента Сполучених Штатів Америки, Герберта Гувера. «Акрон» виконав перший політ ввечері 23 вересня 1931 року, облетівши навколо міста Клівленда, штат Огайо, з міністром ВМС Чарльзом Адамсом і контр-адміралом Вільямом Моффеттом на борту. Дирижабль виконав ще вісім вильотів — переважно навколо озера Ері, але також досягаючи міста Детройт штат Мічиган, Мілвокі штат Вісконсин, Форт-Вейн штат Індіана, і Колумбус штат Огайо — перед перельотом на місце призначення, військово-повітряну базу ВМС в місті Лейкхерст, штат Нью-Джерсі, де він 27 жовтня 1931 року, в день ВМС США, був прийнятий на озброєння під командою лейтенанта-коммандера Чарльза Е. Розендаля.

## Перший виліт в складі флоту

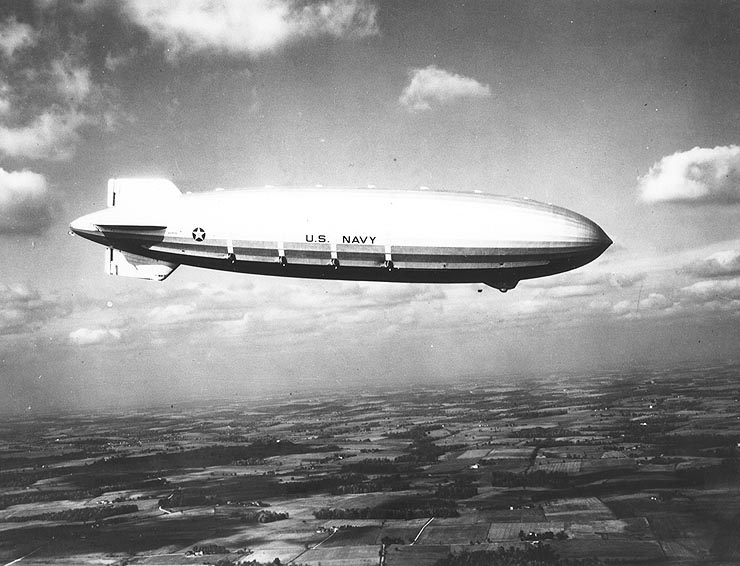
Перший виліт Акрона 2 листопада 1931 року.

2 листопада 1931 року «Акрон» вийшов в свій перший політ як бойовий дирижабль ВМС Сполучених Штатів Америки. Він пройшов по східному узбережжю США до Вашингтона. Протягом декількох наступних тижнів в серії польотів дирижабль набрав сумарно 300 годин в повітрі. Одним з вильотів був 46-годинний політ на витривалість, який пройшов до міста Мобіл штат Алабама та назад. Зворотний політ пройшов по долинах річок Міссісіпі та Огайо.

## Участь у навчаннях розвідки, січень 1932 року
Вранці 9 січня 1932 року «USS Akron» вилетів з Лейкгерста для проведення спільних навчань з Розвідувальним Флотом по виявленню умовного супротивника. Завданням дирижабля було виявити групу есмінців, які йшли курсом на затоку Гуантанамо. Після виявлення «противника» «Акрону» належало слідувати за ним і передавати дані по його пересуванню. 10 січня о 7:21 дирижабль перетнув берегову лінію в районі Північної Кароліни і полетів в південному напрямку. Через погану погоду «USS Akron» не зміг виявити есмінці (він пролетів над ними о 12:40, при цьому сам «Акрон» був помічений екіпажами кораблів), але продовжив політ, до вечора повернувши в бік Багамських островів. Рухаючись на північний захід весь вечір, незадовго до півночі дирижабль поміняв курс і попрямував на південний схід. Зрештою, 11 січня о 09:08, «Акрону» вдалося виявити легкий крейсер «Релей» (англ. USS Raleigh (CL-7)) і дюжину есмінців на східному горизонті та підтвердити їх впізнання дві хвилини по тому. Деякий час по тому «USS Akron» виявив другу групу есмінців і був виведений з навчання близько 10:00, успішно виконавши завдання, поставлене перед ним Розвідувальним Флотом.

У своєму дослідженні «Дирижаблі „Акрон“ і „Мейкон“», історик Річард К. Сміт сказав:
…беручи до уваги погоду, тривалість польоту, пройдену дистанцію в більш ніж 3000 миль, його технічний стан і зародковий стан повітряної навігації в той час, «Акрон» показав просто чудові результати. 1932 року у всьому світі не було військового літака, який міг би провести цю саму операцію з цієї самої бази.

## Аварія, лютий 1932 року
«USS Akron» повинен був взяти участь у навчальній операції XIII Оперативного з'єднання, але він не зміг цього зробити через аварію, яка трапилася в Лейкхерсті 22 лютого 1932 року. Коли дирижабль виводили з ангара, кормові швартові ослабли і порив вітру вдарив хвіст дирижабля об землю. Найбільш сильні пошкодження отримав нижній кіль, який потребував ремонту. Крім того, ремонту потребували швартувальні вушка, які вирвало з каркаса фюзеляжу. «Акрон» був допущений до польотів пізніше цією ж весною, і 28 квітня на присутніх справив виліт, що продовжився дев'ять годин, знову з контр-адміралом Вільямом Моффеттом і міністром ВМС Чарльзом Адамсом на борту.

## Випробування «кошика спостерігача»

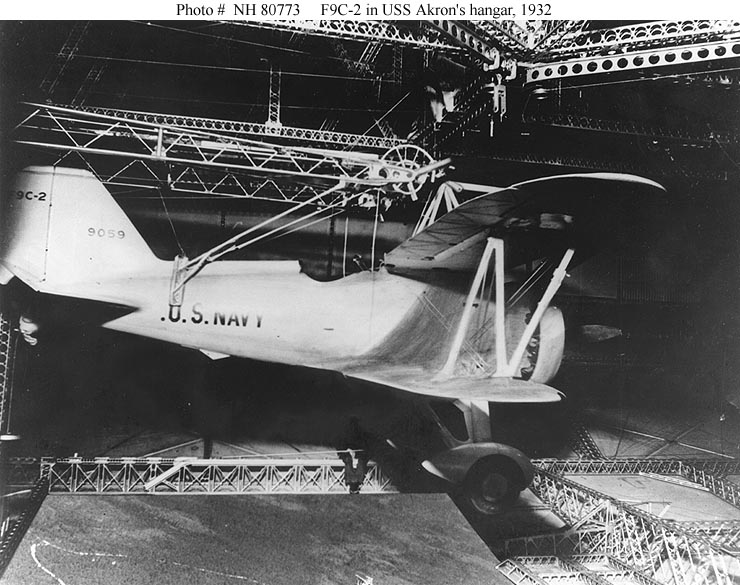
Експериментальне використання дирижабля в якості «літаючого авіаносця». Винищувач в ангарі Акрона. Цей літальний апарат був одним із чотирьох, втрачених потім разом із 12 лютого 1935 року.

Після повернення в Лейкхерст і висадки VIP-пасажирів, «USS Akron» знову піднявся в повітря для проведення випробувань «кошика спостерігача» — це було щось схоже на фюзеляж малого літака, підвішеного під дирижаблем. Цей «кошик» дозволяв спостерігачеві служити очима «Акрона», перебуваючи нижче хмар, коли останній знаходився над хмарами. На щастя, роль спостерігача виконував мішок з піском, оскільки апарат виявився «жахливо нестабільним», несамовито розгойдуючись під дирижаблем під переляканими поглядами екіпажу «Акрона». Амплітуда коливань була настільки велика, що кошик піднімалася до «екватора» дирижабля, піддаючи його тим самим неабиякої небезпеки. Хоча пізніше конструкцію кошика поліпшили, додавши стабілізатор, більше її не використали.

## Випробування в ролі «літаючого авіаносця»

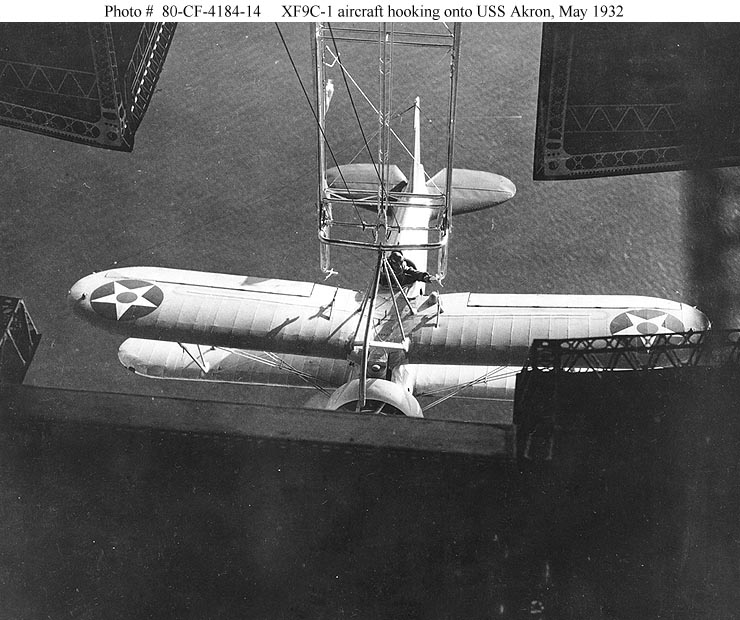
«F9C Сперроу-хок» вдало причепився до «трапеції» диоижабля USS Akron, травень 1932 року.

«Акрон» і його брат-близнюк «Мейкон» (який в цей момент ще добудовувався) розглядалися в якості потенційних «літаючих авіаносців», несучих «паразитні» винищувачі для здійснення розвідки і прикриття. 3 травня 1932 року «USS Akron» пройшов над узбережжям Нью-Джерсі з контр-адміралом Джорджем К. Деєм (англ. George C. Day), президентом Комісії Обліку і Контролю (англ. Board of Inspection and Survey), на борту, і перший раз випробував встановлену для прийому і випуску літаків в повітря «трапецію». Перші історичні «посадки» були виконані лейтенантами Деніелом У. Харриганом (англ. Daniel W. Harrigan) і Ховардом Л. Янгом (англ. Howard L. Young), спочатку на навчально-тренувальному двомісному Косолідейтед N2Y (англ. Consolidated N2Y trainer), а потім на прототипі винищувача Кертіс XF9C Сперроухок (англ. Curtiss XF9C Sparrowhawk). Наступного дня «USS Akron» провів ще один показовий виліт, на цей раз з членами Комітету у справах ВМС Палати представників США на борту. У цій операції ті ж льотчики продемонстрували політикам здатність «Акрона» приймати літаки.

## Переліт з Лейкхерста на західне узбережжя США, травень 1932 року

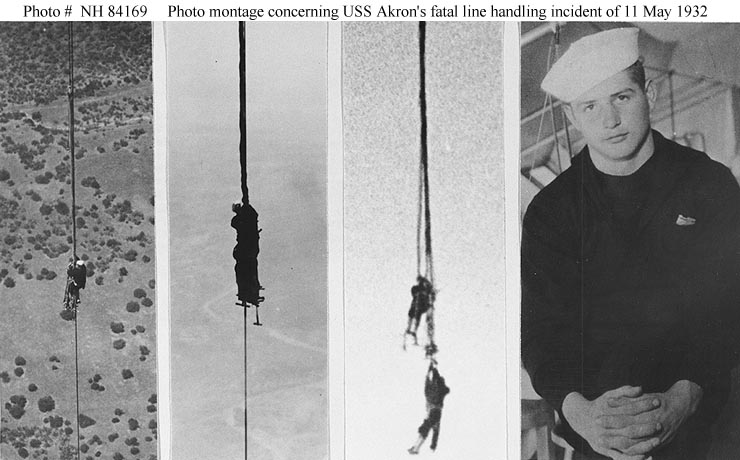
Фотографії з інциденту, що стався 11 травня 1932 року: дві картинки зліва та зображення внизу праворуч — матрос Ч. М. «Бад» Коварт (C. M. «Bud» Cowart); на другому малюнку праворуч зображені Найжел М. Хентон (Nigel M. Henton) та Роберт Х. Едсол (Robert H. Edsall) перед їх фатальним падінням з диоижабля.

Після завершення випробувальних польотів, «USS Akron» вилетів з Лейкхерста 8 травня 1932 року, і вирушив на західне узбережжя Сполучених Штатів Америки. Дирижабль взяв курс на південь, вздовж східного узбережжя до штату Джорджія, а звідти повернув на захід і пройшовши над штатами, що примикають до Мексиканської затоки (Флорида, Алабама, Міссісіпі, Луїзіана), продовжив подорож через штати Техас і Аризона. По дорозі до бази в Саннівейл, штат Каліфорнія, вранці 11 травня «Акрон» досяг бази ВМС Кемп-Керні (англ. Camp Kearny) в графстві Сан Дієго, Каліфорнія і зробив спробу швартування. Зважаючи на відсутність на базі підготовленого наземного персоналу та спеціального спорядження, потрібного для швартування дирижабля такого розміру, посадка вийшла дуже небезпечною. До моменту заходу на посадку сонце нагріло гелій, збільшивши підйомну силу. За час перельоту дирижабля через континент двигуни спалили 36 тонн палива, полегшивши його тим самим ще сильніше. У результаті «Акрон» став некерованим.
Щоб запобігти «вставання» дирижабля на ніс, посадковий трос, скинутий першим і закріплений на землі, був обрізаний і «Акрон» понісся вгору. Швартова команда була набрана з матросів-новобранців з Навчальної Бази ВМС в Сан-Дієго. Коли «Акрон» кинувся вгору, більшість з них, за винятком чотирьох, відпустили посадочні кінці. Один матрос відчепився на висоті приблизно в п'ять метрів і впав вниз, зламавши руку. Ще троє були підняті вище. Двоє з них — помічник авіаційного теслі 3-го рангу Роберт Х. Едсол (англ. Robert H. Edsall) і матрос 2 класу Найжел М. Хентон (англ. Nigel M. Henton) — не змогли втриматися на тросах і розбилися на смерть. Третій — матрос С. М. «Бад» Коварт (англ. C. M. «Bud» Cowart) — вчепився за трос і зумів протриматися до моменту, коли його підійняли на борт «Акрона» через годину. Попри все, «Акрон» зумів здійснити посадку в Кемп-Керні пізніше цим же днем, і потім продовжив шлях в Саннівейл.

## Польоти на західному узбережжі
Протягом наступних тижнів «USS Akron» проводив «демонстрацію прапора» на західному узбережжі США, діставшись до кордону з Канадою на півночі, після чого повернувся на південь для ще однієї навчальної операції з Розвідувальним Флотом. «Акрон», бувши частиною сил «Зелених», повинен був виявити сили «Білих».
Попри протидію з боку гідролітаків Воут O2U Корсар (англ. Vought O2U Corsair), що базувалися на кораблях «противника», «Акрону» вдалося успішно виконати завдання і виявити противника протягом 22 годин. Цей факт не залишився непоміченим при оцінці дій учасників навчань.

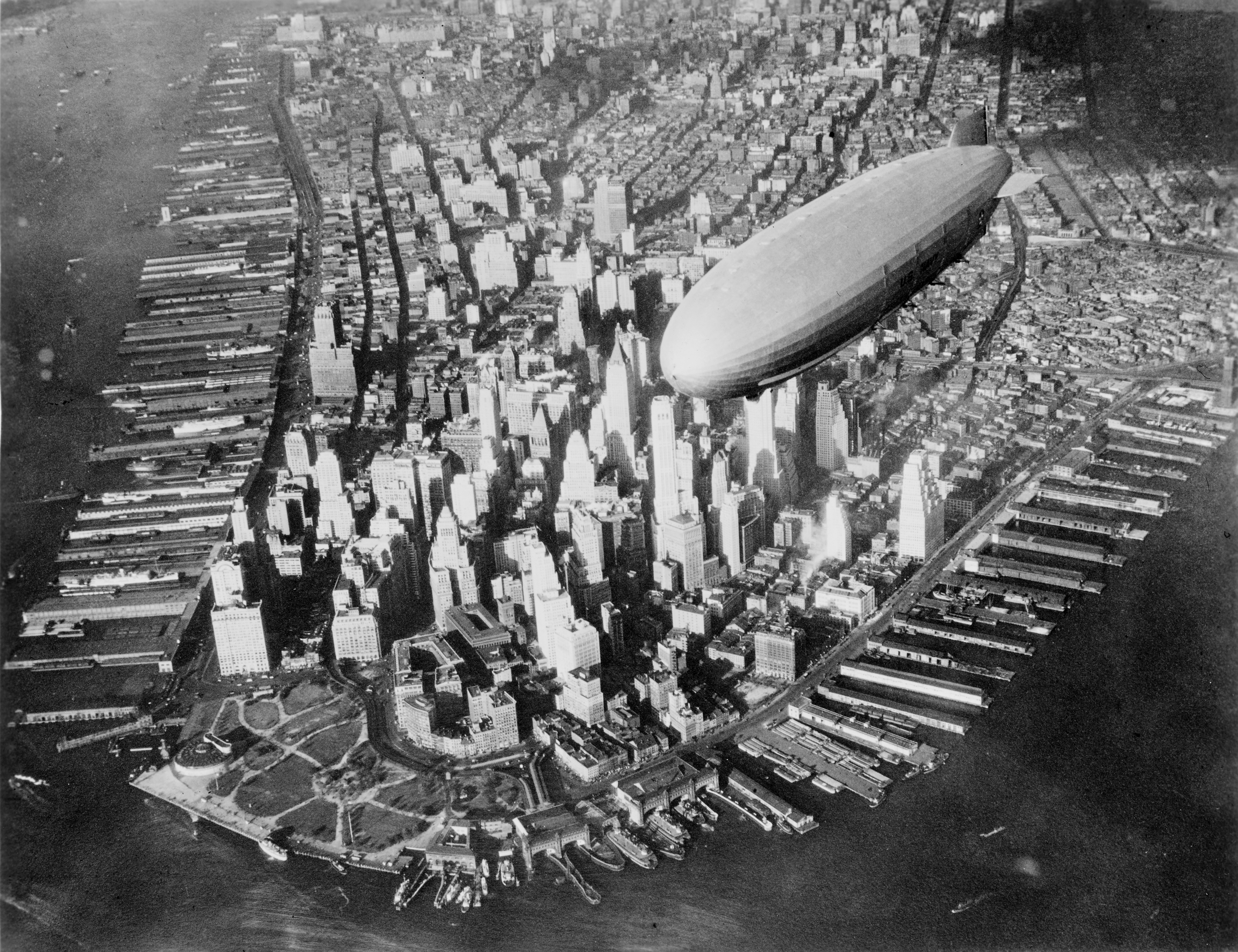
USS Akron пролітає над Нижнім Мангеттеном.

З огляду на необхідність ремонту, «USS Akron» 11 липня вилетів з Саннівейл і взяв курс на Лейкхерст. Дорога назад була важкою, переважно через несприятливу погоду. Після «важкого і виснажливого» шляху, дирижабль досяг мети 15 липня.
Сімдесят дев'ять втомлених чоловіків спустилися по трапу з корми кабіни управління, вони були більш ніж раді поверненню назад.
«Акрон» провів деякий час в ремонті після повернення з західного узбережжя і в липні взяв участь в пошуку яхти «Керлью», яка не прийшла в порт під час регати в Бермуди (пізніше яхта була виявлена неушкодженою біля Нантакета). Після цього, дирижабль продовжив роботу з «трапецією» і літаками. 20 липня адмірал Моффетт знову піднявся на борт «Акрона», але на наступний день він покинув дирижабль на одному з літаків N2Y, який доставив його назад в Лейкхерст, бо сильний шторм затримував повернення дирижабля на базу.

## Додаткові випробування як «літаючого авіаносця»
Того літа «USS Akron» вступив в нову фазу своєї кар'єри — поглиблені експерименти з «трапецією» і повним комплектом винищувачів «F9C Сперроу-хок». Ключовим елементом цієї нової фази був новий капітан дирижабля — командер Алджер Дресел (англ. Alger Dresel).

## Ще одна аварія
На жаль, ще одна аварія перервала випробування. 22 серпня хвостове оперення дирижабля зачепило балку ангара, після передчасно відданого наказу на буксирування дирижабля з причального кола. Але, попри це, швидкий ремонт дозволив «Акрону» провести вісім польотів над Атлантикою в останні три місяці 1932 року. Ці операції включали інтенсивну роботу літаків F9C-2 з «трапецією», а також бойові навчання спостерігачів та кулеметних розрахунків.
Одним із завдань випробувань було проведення на борту передпольотного обслуговування двох літаків, які здійснювали патрулювання і розвідку по флангах «Акрона». 18 листопада 1932 в протягом семи годин дирижабль і трійка літаків провели розвідку сектора шириною в 100 миль.

## Повернення на флот

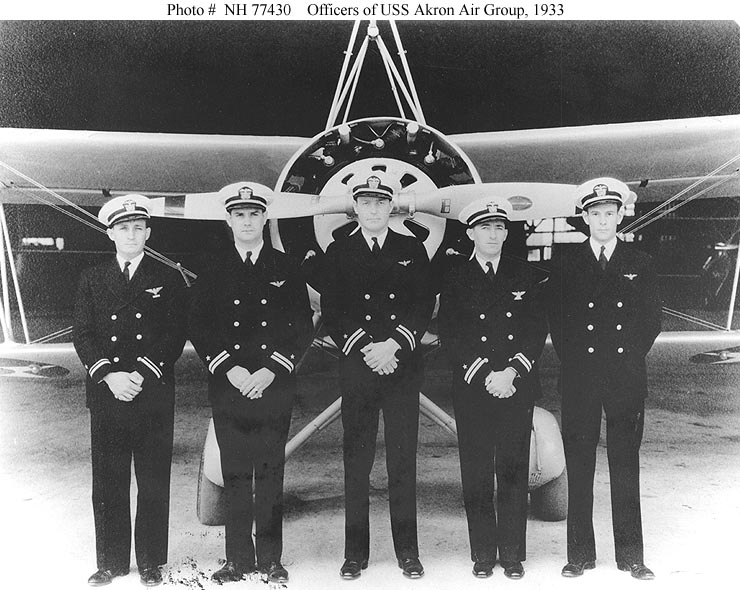
Пілоти-офіцери повітряної групи USS Akron, 1933 (зліва по порядку): молодший лейтенант Роберт Лоусон, лейтенант Гарольд Б. Міллер, лейтенант Фредерік М. Транепл, лейтенант Ховард Л. Янг, молодший лейтенант Фредерік Н. Ківетт.

Після місцевих операцій в Лейкхерсті, які тривали до кінця 1932 року, «USS Akron» був готовий повернутися для служби на флоті. 3 січня 1933 року, командер Френк С. МакКорд (англ. Frank C. McCord) прийняв командування дирижаблем від коммандера Дресела, який був переведений на дирижабль «Мейкон» на посаду його першого капітана. Буквально протягом кількох годин після цієї події «Акрон» уже був в повітрі, взявши курс на південь уздовж східного узбережжя до Флориди. Дирижабль провів дозаправку на авіабазі Резерву ВМС Опа-Лока, штат Флорида, поблизу Маямі, і 4 січня попрямував в затоку Гуантанамо, Куба, для інспекції місць базування. При цьому літаки N2Y-1, що базувалися на «Акроні», використовувалися як повітряне таксі, для доставки членів інспекційної комісії з борта на берег і назад.
Незабаром після цього «USS Akron» повернувся в Лейкхерст для місцевих операцій, які були перервані двотижневим плановим ремонтом і обслуговуванням, а також поганою погодою. Впродовж травня дирижабль провів навчальні операції з літаками F9C-2, відточуючи навички стикування літаків до дирижабля. Під час цих операцій «Акрон» перелетів до Вашингтону і 4 березня 1933 року, в день коли Франклін Д. Рузвельт приймав присягу як Президент Сполучених Штатів Америки, виконав прохід над столицею.
11 березня «USS Akron» покинув Лейкхерст і попрямував в Панаму. Зробивши коротку зупинку в Опа-Лока він попрямував до Бальбоа (Панама), де, після прибуття, інспекційна комісія провела обстеження можливого місця для розміщення авіаційної бази. Повертаючись на північ, дирижабль зробив зупинку в Опа-Лока для проведення навчань кулеметних розрахунків з використанням літаків N2Y-1 в ролі мішеней. 22 березня «Акрон» вилетів в Лейкхерст.

## Загибель «Акрона»
Увечері 3 квітня 1933 року «USS Akron» піднявся в повітря для виконання польоту уздовж берегів Нової Англії, допомагаючи з калібруванням радіостанцій, котрі служили маяками для радіокомпасів. На борту були присутні: контр-адмірал Вільям Моффетт, командер Гаррі Б. Сесіл (англ. Harry B. Cecil), ад'ютант контрадмірала; командер Фред Т. Беррі (англ. Fred T. Berry), командувач Повітряної Станцією ВМС Лейкхерст, підполковник резерву армії США Альфред Ф. Мазури (англ. Alfred F. Masury), гість адмірала і віце-президент компанії «Мек Трак Ко.» — великий прихильник цивільного використання жорстких дирижаблів.
Незабаром «USS Akron» потрапив в дуже несприятливі погодні умови, які не покращали до моменту прольоту над маяком Барнегат, Нью-Джерсі 3 квітня о 22:00. Вітер величезної сили нещадно бив дирижабль. Курс «Акрона» пролягав через зону, в якій барометричний тиск був нижче, ніж в місці зльоту; це призвело до того, що альтиметр показував висоту польоту більшу, ніж вона була насправді. Незабаром після півночі 4 квітня «USS Akron» потрапив в висхідний потік повітря, який тут же змінився низхідним потоком. Капітан дирижабля командер Френк МакКорд віддав наказ «повний вперед і скинути баласт». Старший помічник лейтенант-командер Герберт Уайлі (англ. Herbert Wiley), який керував баластом, скинув аварійний баласт носової частини. У поєднанні з утриманням рулів висоти на підйом, це призвело до того, що ніс дирижабля став швидко задиратися вгору, а корма пішла вниз.
Цими діями зниження «Акрона» було зупинено лише тимчасово — низхідний потік продовжив тягнути дирижабль вниз. Уайлі включив 18 сирен системи оповіщення — сигнал екіпажу зайняти місця за посадковим розкладом. У цей момент диферент на корму становив між 12 і 25 градусів. Старший механік озвучив висоту польоту в 240 м (800 футів); відразу ж після цього на дирижабль обрушився дуже сильний порив вітру. Рульовий доповів, що дирижабль не слухається керма — кабелі управління нижнім кермом напрямку були обірвані. У той час як гондола управління все ще була на висоті кількох сотень футів, нижній кіль «Акрона» зачепив поверхню води і був відірваний, після чого дирижабль швидко розвалився на частини і затонув в штормовому океані.
Причиною втрати «Акрона» стала помилка екіпажу, який вивів його в політ над морем, потрапивши у сильний шторм. Екіпаж німецького торгового судна «Феб» (Phoebus), що знаходився неподалік, помітив вогні, що знижувалися до поверхні океану, близько 00:23 і по команді капітана, що вважав, що він спостерігає крах літака, повернув до місця аварії. О 00:55 4 квітня «Феб» підібрав помічника капітана «Акрона» лейтенант-командера Герберта В. Уайлі, котрий знаходився без свідомості. Шлюпка з «Феба» підібрала ще трьох членів екіпажу: головного радиста Роберта У. Копленда, помічника боцмана другого класу Річарда Е. Діала і авіаційного механіка другого класу Муді Е. Ервіна. Попри проведення штучного дихання, Копленд помер, не приходячи до тями.

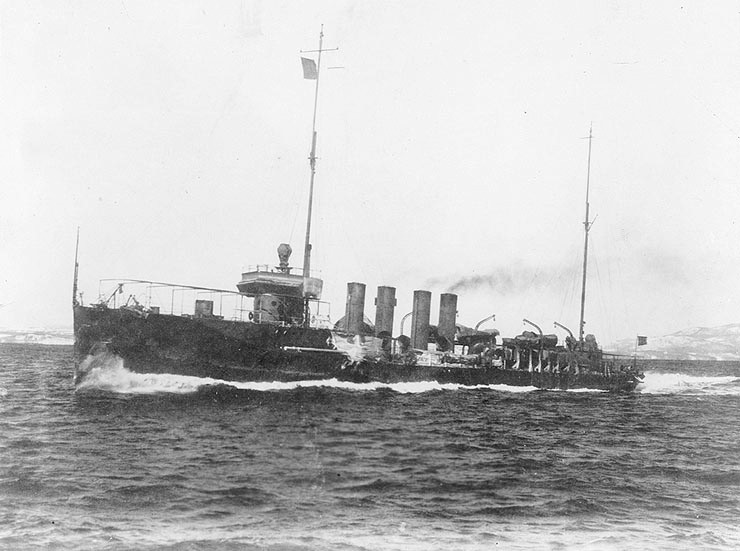
Катер Берегової охорони США, котрий першим з американських кораблів прибув на місці катастрофи.

Німецькі моряки помітили ще кількох людей в морі. Але вони не підозрювали, що це було за аварія до тих пір, поки лейтенант-командер Уайлі не прийшов до тями через півгодини після того, як його підійняли на борт. Шлюпки з «Феба» провели ще п'ять годин, прочісуючи океан в марних спробах знайти живих. М'який дирижабль J-3 ВМС США був відправлений для допомоги в пошуках, але сам зазнав аварії, при цьому два члени його екіпажу загинули.
Катер Берегової охорони США «Таккер» став першим американським судном, прибулим на місці катастрофи о 06:00, прийнявши на борт виживших після катастрофи з «USS Akron» і тіло Копленда та відпустивши німецький корабель. Кілька інших кораблів підключилися до пошуків: важкий крейсер «Портленд», есмінець «Коул», катер Берегової охорони «Мохаве», есмінці Берегової охорони «МакДугал» та «Хант», а також два літака Берегової охорони.

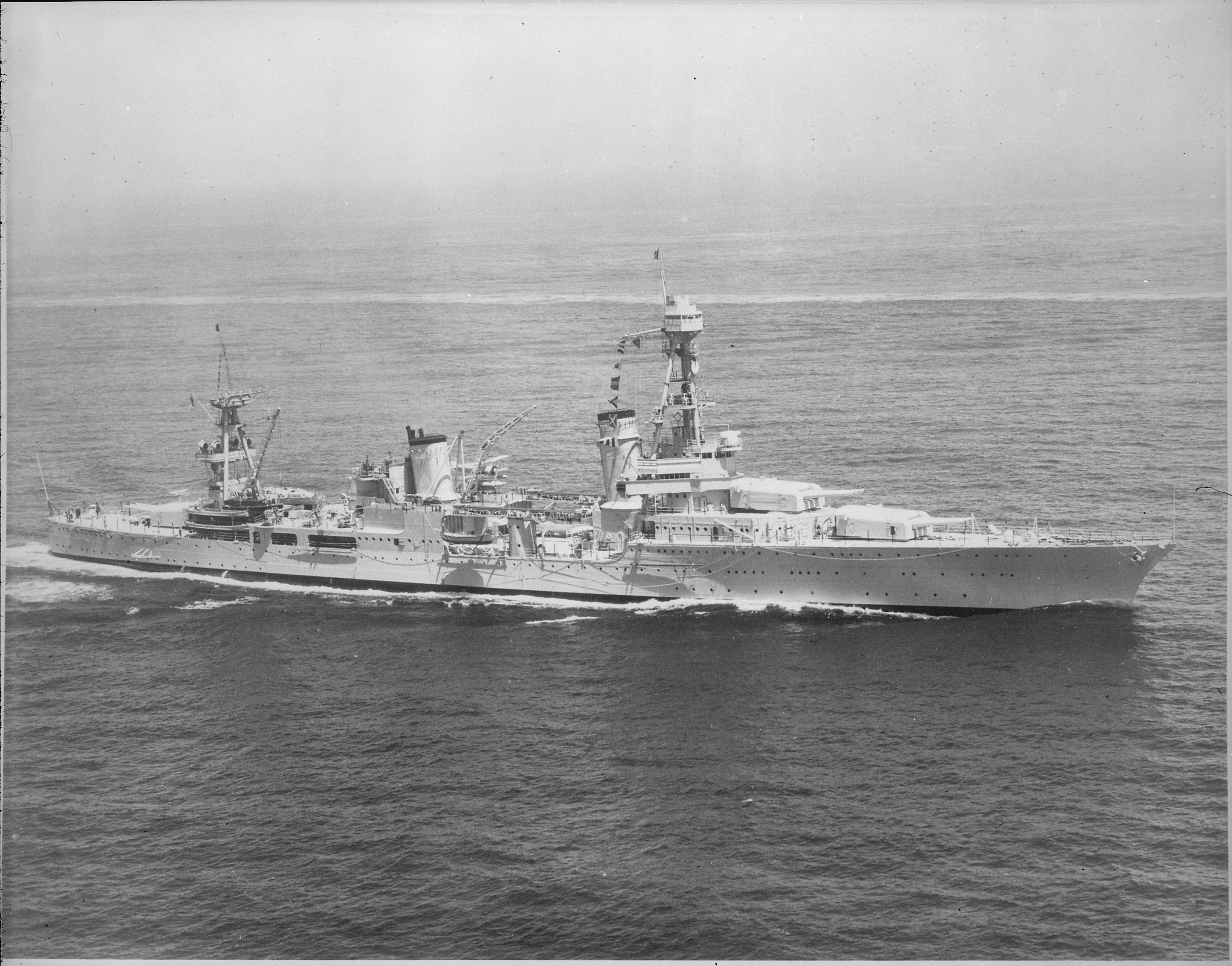
Важкий крейсер, один з декількох кораблів, які здійснювали пошук людей, вцілілих після загибелі USS Akron.

До пошуків підключилося риболовецьке судно «Грейс Ф» з Глостера, штат Массачусетс, задіявши невід в спробі підняти тіла загиблих. Більшість, якщо не всі жертви катастрофи, потонули або загинули від переохолодження — екіпаж не мав рятувальних жилетів і у нього не було часу скинути рятувальні плоти. 73 людини загинули і лише троє врятувалися, що зробило загибель «Акрона» найбільшою за кількістю жертв авіаційною катастрофою на той момент.

## Після аварії
Загибель «Акрона» стала початком кінця ери жорстких дирижаблів на службі флоту, особливо тому що їх головний прихильник, контр-адмірал Вільям А. Моффетт, загинув разом з 72 іншими членами екіпажу. Президент Рузвельт сказав:
Втрата «Акрона» з його екіпажем, що складався з хоробрих бійців і офіцерів — це національне лихо. Я сумую разом з нацією, і особливо з дружинами та сім'ями загиблих чоловіків. Можна побудувати нові дирижаблі, але нація не може собі дозволити втрачати таких людей, як контр-адмірал Вільям А. Моффетт і його товариші. Вони загинули, але до кінця були вірні кращим традиціям Військово-морського Флоту Сполучених Штатів".